# Viverra leakeyi
Viverra leakeyi, conocida vulgarmente como civeta de Leakey o civeta gigante, es una especie extinta de civeta. Sus restos fósiles se han encontrado en África, desde Langebaanweg en Etiopía, Tanzania, y el valle del Omo.

## Descripción
Siendo el mayor de los vivérridos conocidos,  podía crecer hasta aproximadamente el tamaño de un pequeño leopardo, con alrededor de 40 kilogramos (88 libras) de peso y 59 centímetros (23 pulgadas) de altura a los hombros. V. leakeyi se parecía físicamente a las especies asiáticas actuales de civetas, pero se cree que está más estrechamente relacionado con la especie de África Civettictis civetta (la civeta africana) debido a su ubicación.

## Dieta y comportamiento
La dieta de esta civeta era más que probablemente estrictamente carnívora de acuerdo con la dentición de los especímenes fósiles encontrados: en comparación, se observa que las especies actuales de civetas son omnívoras. Debido al tamaño y dentadura de V. leakeyi, se cree que este animal debió de ser un depredador activo.